# Ostroměřská tabule
Ostroměřská tabule je geomorfologický okrsek ve střední části Cidlinské tabule, ležící v okresech Hradec Králové a Jičín v Královéhradeckém kraji.

## Poloha a sídla

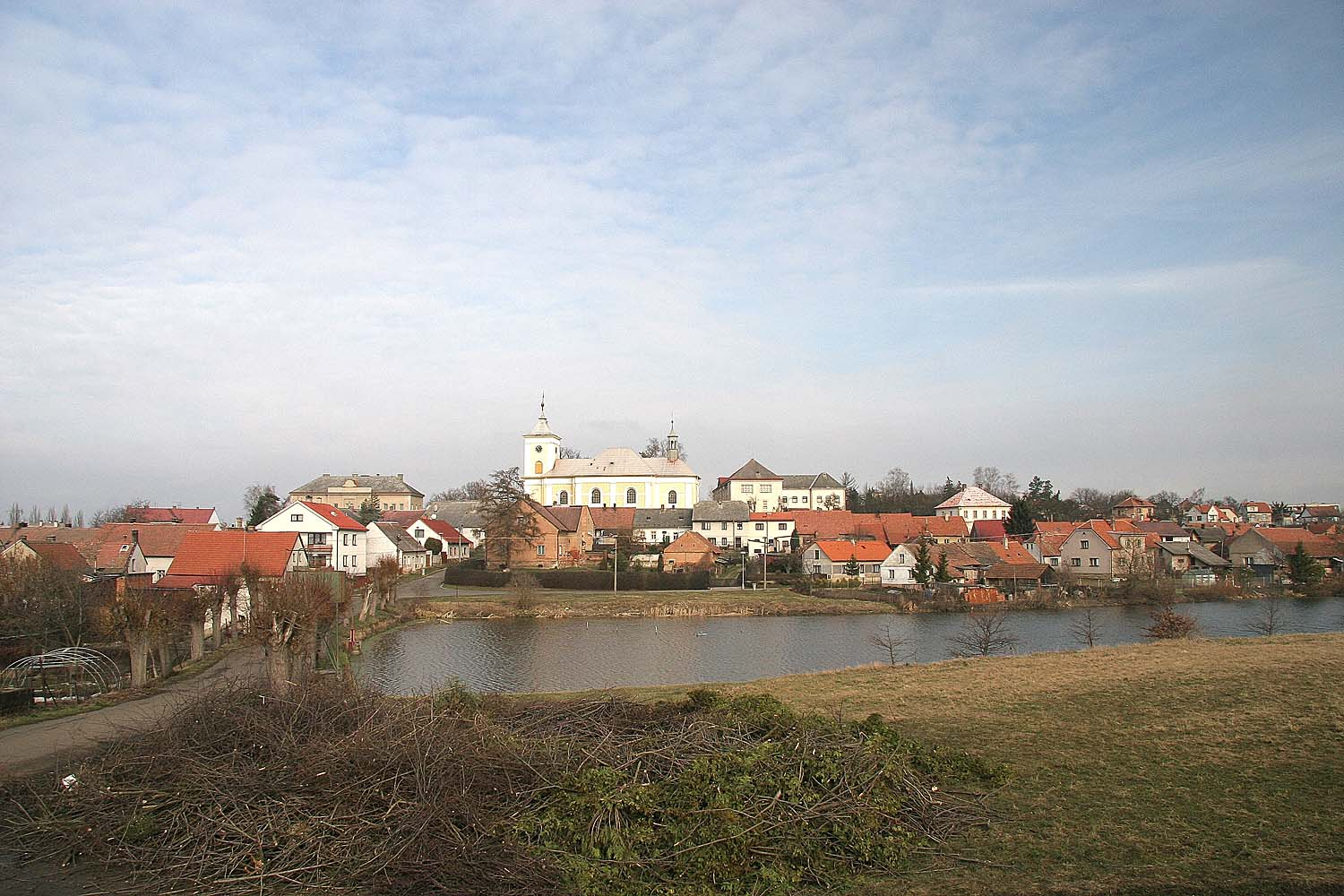
Město Vysoké Veselí s rybníkem Šmejkal

Území okrsku se nachází zhruba mezi sídly Konecchlumí (na severu), Hořice (na severovýchodě), Nechanice (na jihovýchodě), Nový Bydžov (na jihozápadě), Smidary a Vysoké Veselí (na západě). Uvnitř okrsku leží titulní obec Ostroměř a větší obec Chomutice, částečně též město Vysoké Veselí.

## Geomorfologické členění
Okrsek Ostroměřská tabule (dle značení Jaromíra Demka VIC–1A–2) náleží do celku Východolabská tabule a podcelku Cidlinská tabule.
Dále se člení na podokrsky Chomutická tabule na severozápadě a Ohnišťanská tabule na zbytku území.
Tabule sousedí s dalšími okrsky Východolabské tabule (Novobydžovská tabule na západě, Nechanická tabule na východě, Barchovská plošina na jihu) a s celkem Jičínská pahorkatina na severu.

## Významné vrcholy
- Pískovka (294 m), Ohnišťanská tabule
- U Liščích děr (286 m), Chomutická tabule
- Chrást (280 m), Chomutická tabule

Nejvyšším bodem okrsku je vrstevnice (299 m) v Ohnišťanské tabuli, při hranici s Jičínskou pahorkatinou.